# چیکن تیکا ماسالا
چیکن تیکا ماسالا (هندی: चिकन टिक्का मसाला;بنگالی: চিচ্কেন টিক্কা মসলা; انگلیسی: chicken tikka masala) غذایی است که از پخت تکه‌های کبابی شده مرغ در سسی که حاوی ادویه‌های فراوان از جمله ماسالا است بدست می‌آید و یکی از محبوب‌ترین غذاهایی است که در اکثر رستوران‌های هندی سرو می‌گردد. این سس معمولاً خامه‌دار و غلیظ است، و بخاطر وجود ادویه جات مختلف نارنجی رنگ است. گفته شده چیکن تیکا ماسالا محبوبترین غذا در رستوران‌های بریتانیاست و «یک غذای ملی واقعی» خوانده شده. منشأ غذا روشن نیست. هم پنجاب در هند و هم گلاسکو در اسکاتلند به عنوان مناطقی که ممکن است این غذا ابتدا در آنجا تهیه شده باشند، مطرح شده‌اند. البته با توجه به نام غذا و نوع ادویه (ماسالا) بکار رفته در آن، احتمالاً زادگاه اصلی آن هندوستان یا بنگلادش می‌باشد.